# Dependencia Ross

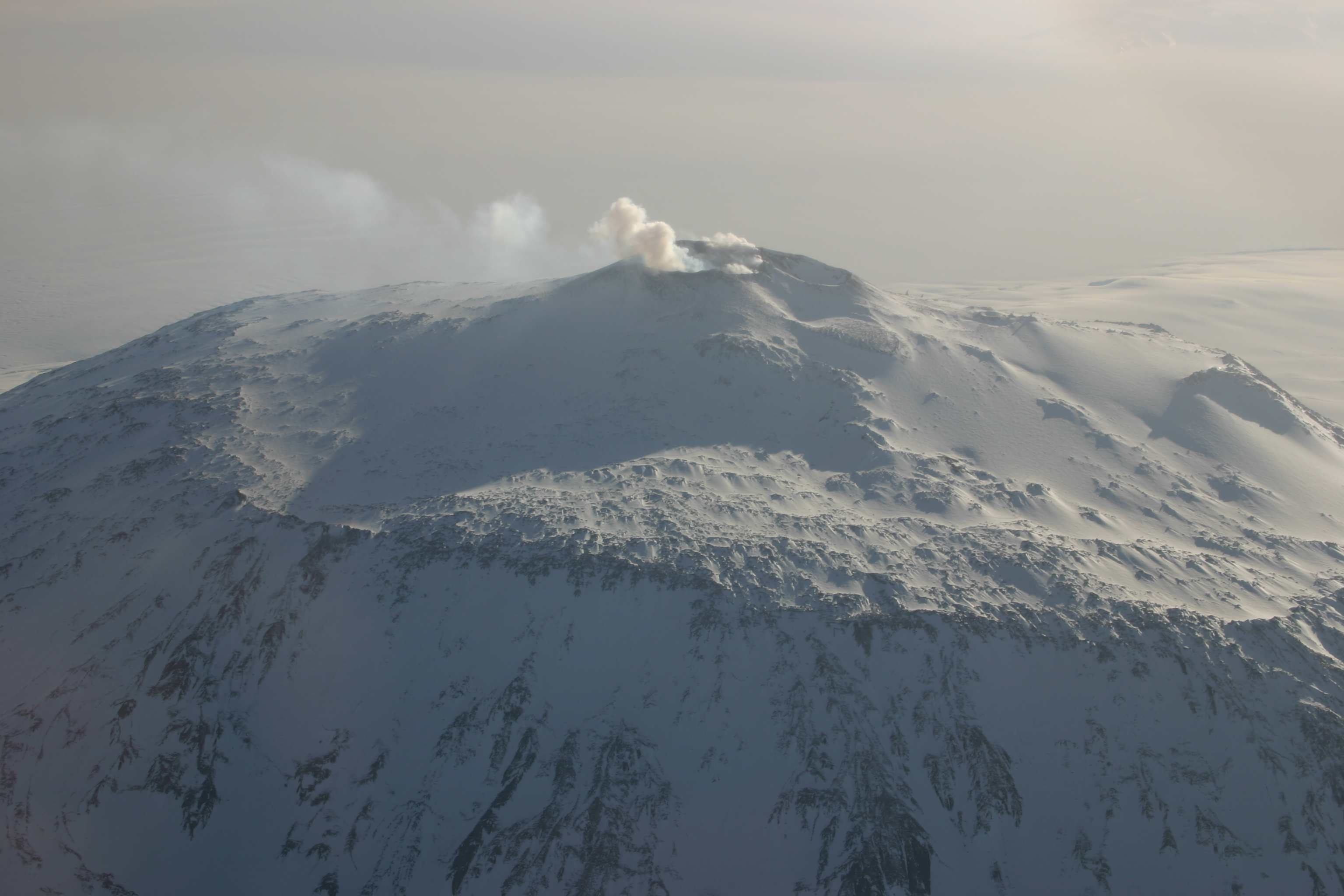
Foto aérea del monte Erebus en la isla Ross

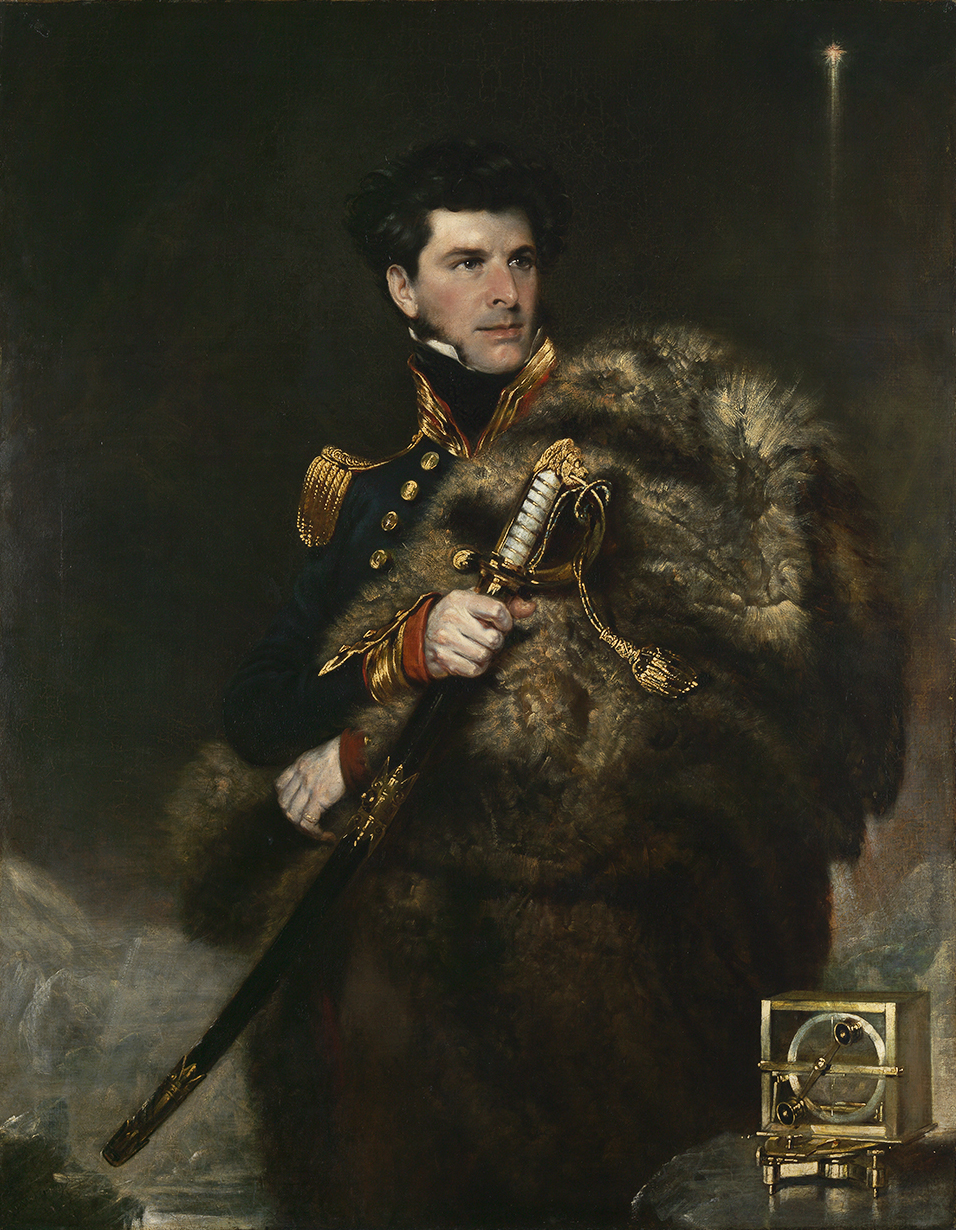
Sir James Clark Ross, descubridor del territorio

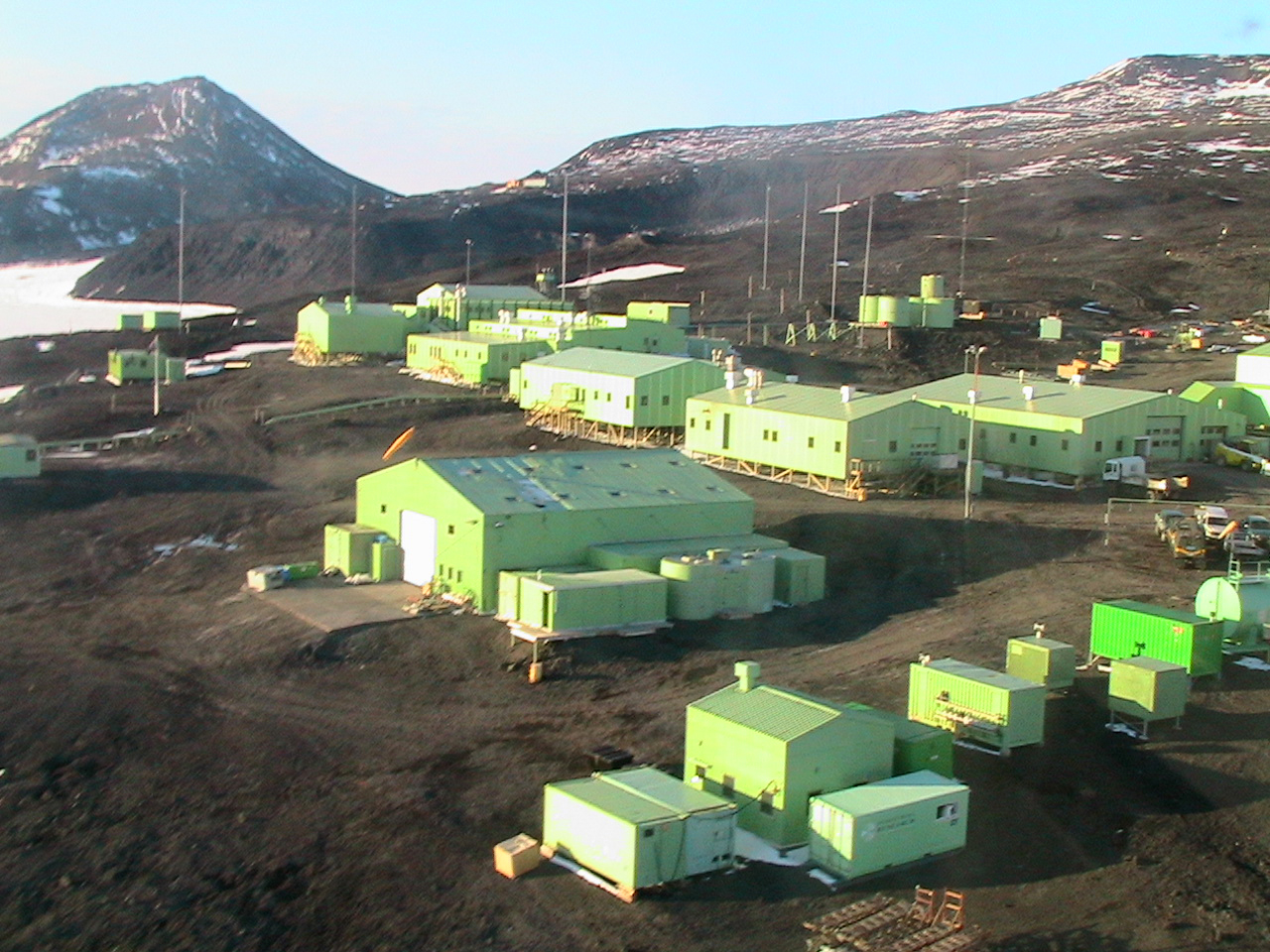
Fotografía aérea de la Base Scott

La Dependencia Ross (en inglés: Ross Dependency) es un área de la Antártida reclamada por Nueva Zelanda. Está definida por un casquete esférico con vértice en el polo sur, entre las longitudes 160° este y 150° oeste, y hasta la latitud 60° sur. La dependencia toma su nombre de James Clark Ross, quien descubrió el mar de Ross, e incluye parte de la Tierra de Victoria y la mayor parte de la barrera de hielo de Ross. 
Desde la firma del Tratado Antártico en 1959 la Dependencia Ross, lo mismo que otras reclamaciones antárticas, ha quedado sujeta a sus disposiciones, por lo que Nueva Zelanda ejerce actos de administración y soberanía sobre el territorio sin interferir en las actividades que realizan otros países en él, aplicando la legislación de Nueva Zelanda, por ejemplo las leyes sobre asuntos criminales, ciudadanía, y el establecimiento de una zona marítima que comprende mar territorial, zona contigua y zona económica exclusiva. La reclamación de Nueva Zelanda solo ha sido explícitamente reconocida por 4 países: Australia, Francia, Noruega, y el Reino Unido, que se han reconocido mutuamente sus respectivos reclamos.
Desde 2016 Cindy Kiro como gobernadora general de Nueva Zelanda, es a la vez gobernadora de la Dependencia Ross. El jefe de la Base Scott es nombrado anualmente como oficial del gobierno de la Dependencia Ross. 
La Dependencia Ross tiene un servicio postal propio con unos sellos apreciados por los coleccionistas. Este lugar geográfico es uno de los que figura en el tema musical Orinoco Flow de la cantante irlandesa Enya.

## Historia

### Exploración y descubrimiento del mar de Ross
Durante la llamada Expedición Erebus y Terror el 9 de enero de 1841 James Clark Ross descubrió el mar de Ross al mando del HMS Erebus y del HMS Terror y el 12 de enero de 1841 tomó formal posesión en nombre de la reina Victoria del Reino Unido, e izó la bandera británica, en la isla Posesión de un grupo de islas llamadas desde entonces islas Posesión. Ross llamó al territorio Tierra de Victoria en homenaje a la reina. El 27 de enero hizo lo mismo en la isla Franklin.

### Establecimiento de la Dependencia Ross
Sin embargo de las proclamaciones de Ross en 1841 el Reino Unido no convirtió el territorio en una posesión británica. Luego del final de la Primera Guerra Mundial el Gobierno del Reino Unido propuso en secreto a los Gobiernos de los dominios de Australia y de Nueva Zelanda que reclamaran sectores de la Antártida hasta el polo sur, considerando sus puertos y su cercana ubicación geográfica con la Antártida. En mayo de 1923 el Gobierno de Nueva Zelanda aceptó la propuesta, pero acordó que la región del mar de Ross se convertiría en una dependencia controlada formalmente por el gobernador general y no por el propio Gobierno neozelandés.
Considerando que el área podía ser considerada como un asentamiento británico en los términos del British Settlements Act del Parlamento del Reino Unido de 1887, la monarquía británica constituyó el territorio mediante una orden en el Consejo (Ross Dependency Boundaries and Government Order in Council 1923) el 30 de julio de 1923. La ley de 1887 facultaba al monarca a establecer su gobierno sobre asentamientos británicos no obtenidos por cesión ni conquista en lugares en donde no existía un "gobierno civilizado" y le daba toda autoridad para sancionar leyes, establecer instituciones y tribunales y delegar el gobierno en funcionarios.
La orden en el Consejo fijó los límites de la Dependencia Ross:

From and after the publication of this Order in the Government Gazette of the Dominion of New Zealand that part of His Majesty's Dominions in the Antarctic Seas, which comprises all the islands and territories between the 160th degree of East Longitude and the 150th degree of West Longitude which are situated south of the 60th degree of South Latitude shall be named the Ross Dependency.
Traducción:
[Desde y después de la publicación de esta Orden en la Gaceta del Gobierno del Dominio de Nueva Zelanda que la parte de los Dominios de Su Majestad en los mares antárticos, que comprende todas las islas y territorios entre el grado 160 de longitud este y el grado 150 de longitud oeste que están situadas al sur del grado 60º de latitud sur se denominarán Dependencia Ross.]

También designó al gobernador general y comandante en jefe del Dominio de Nueva Zelanda como el gobernador de la Dependencia Ross y le otorgó amplios poderes delegados para establecer reglas y regulaciones para la paz, el orden y el buen gobierno de la Dependencia Ross:

The said Governor is further authorised and empowered to make all such rules and regulations as may lawfully be made by His Majesty's authority for the peace, order, and good government of the said Dependency, subject, nevertheless, to any instructions which he may from time to time receive from His Majesty or through a Secretary of State.
Traducción:
[Dicho gobernador está además autorizado y facultado para dictar todas las reglas y regulaciones que legalmente pueda dictar la autoridad de Su Majestad para la paz, el orden y el buen gobierno de dicha Dependencia, sujeto, no obstante, a las instrucciones que él pueda en el momento oportuno recibir de Su Majestad o a través de un Secretario de Estado.]

Cumpliendo con lo dispuesto, la orden en el Consejo fue publicada en la Government Gazette de Nueva Zelanda el 16 de agosto de 1923. El 14 de noviembre de 1923 el gobernador general John Rushworth emitió una reglamentación que dispuso que las leyes de Nueva Zelanda existentes en ese momento pasaban a estar en vigor en la Dependencia Ross y que toda ley sancionada por la legislatura del Dominio de Nueva Zelanda tendría el mismo efecto y vigor en la Dependencia Ross, si le fuera aplicable.
Después de que la orden en el Consejo fue leída en la Cámara de Representantes de Nueva Zelanda por el primer ministro de Nueva Zelanda, William Massey, el fiscal general Francis Bell hizo una aclaración en el consejo legislativo en la cual explicó la relación legal entre Nueva Zelanda y la Dependencia Ross:

The boundaries of New Zealand are not extended to include the Ross sea and adjacent lands. His Majesty's delegation to the Governor-General of New Zealand did not confer upon the government or parliament of New Zealand the same powers as were vested by the Constitution Act in respect of the Dominion itself. It might be assumed that in the administration of the Ross Dependency that he would invite advice from his New Zealand ministers and it was certain that details would be entrusted to the New Zealand government. But his excellency was required in all matters of legislation and regulation for the Ross Territory to comply with instructions from the colonial secretary. There was no reason to believe that the Colonial Office would give such instructions without prior consultation with the Government of the Dominion, but the part which the New Zealand Government had agreed to take in enabling His Majesty to exercise jurisdiction in and over the Ross Territory must be taken on behalf of the Empire as a whole and not specially in the interests of New Zealand.
Traducción:
[Los límites de Nueva Zelanda no se amplían para incluir el mar de Ross y las tierras adyacentes. La delegación de Su Majestad ante el Gobernador General de Nueva Zelanda no confirió al Gobierno o al parlamento de Nueva Zelanda los mismos poderes que le confiere la ley de Constitución con respecto al propio Dominio. Se podría suponer que en la administración de la Dependencia Ross pediría consejo a sus ministros de Nueva Zelanda y era seguro que los detalles se confiarían al gobierno de Nueva Zelanda. Pero su excelencia fue requerido en todos los asuntos de legislación y regulación para que el Territorio de Ross cumpliera con las instrucciones del secretario colonial. No había ninguna razón para creer que la Oficina Colonial daría tales instrucciones sin consulta previa con el Gobierno del Dominio, pero la parte que el Gobierno de Nueva Zelanda había acordado tomar para permitir a Su Majestad ejercer jurisdicción en y sobre el Territorio de Ross debe tomarse en nombre del Imperio en su conjunto y no especialmente en los intereses de Nueva Zelanda.]

La orden en el Consejo no contiene ninguna transferencia del territorio a Nueva Zelanda por el Reino Unido, pero el territorio es administrado por el gobierno de Nueva Zelanda. Técnicamente, el reclamo de soberanía sobre la Dependencia Ross es del monarca británico y él puede ejercerlo a través de cualquiera de sus Gobiernos. En una conferencia imperial en 1930 se acordó que el monarca designaría a los gobernadores generales de los dominios por consejo del dominio en cuestión. Después de la aprobación del Estatuto de Westminster en 1931 (que fue adoptado en su totalidad por Nueva Zelanda en 1947), el Gobierno del Reino Unido renunció a todo control sobre el gobierno de Nueva Zelanda. Sin embargo, esto no influyó en las obligaciones del gobernador general de Nueva Zelanda en su calidad de gobernador de la Dependencia Ross nombrado por el monarca, y con la provisión válida de recibir instrucciones del Gobierno británico sobre el territorio. 
Tras el final de la Segunda Guerra Mundial el Gobierno británico ya no tuvo injerencia en el territorio y la Base Scott fue construida como parte de la contribución del Gobierno de Nueva Zelanda al Año Geofísico Internacional en 1957. Luego, en 1959, el Tratado Antártico fue firmado por doce naciones que incluyeron tanto al Reino Unido como a Nueva Zelanda, entendiéndose que sus derechos territoriales antárticos quedaban protegidos por el tratado.
Sin embargo de que la Dependencia Ross fue establecida por una ley del Reino Unido y ninguna otra ley la transfirió, Nueva Zelanda considera al reclamo territorial como propio y la carta patente del Reino de Nueva Zelanda que estableció el oficio de gobernador general de Nueva Zelanda (Letters Patent Constituting the Office of Governor-General of New Zealand), fue firmada por la reina el 28 de octubre de 1983, y establece en sus cláusulas 1, 6 y 19 que el Reino de Nueva Zelanda comprende la Dependencia Ross.

## Geografía y bases científicas

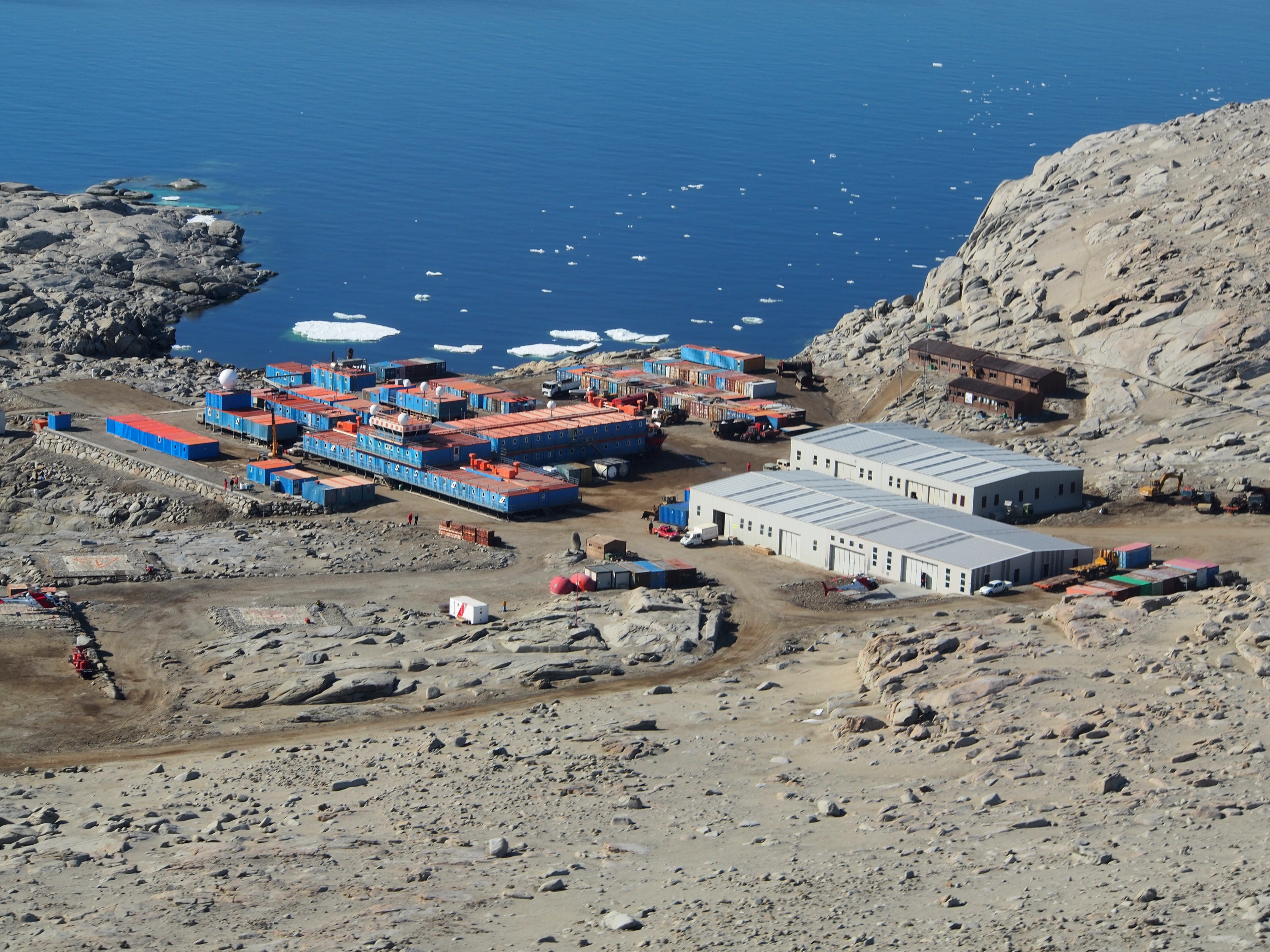
Estación Mario Zucchelli (Italia), bahía de Terra Nova.

La cantidad real de masa terrestre reclamada no es grande; la mayor parte de la zona definida como perteneciente a la Dependencia Ross se encuentra en el mar de Ross o en el océano Antártico. Es la segunda más pequeña de las reivindicaciones que se hicieron antes de la aplicación del Sistema del Tratado Antártico y de la suspensión de todas las reivindicaciones territoriales de la Antártida propiamente dicha. La Junta Geográfica de Nueva Zelanda ha identificado muchas características dentro del territorio. La isla de Ross, las islas Balleny y la pequeña isla Scott están dentro de la dependencia, como también una isla cubierta de hielo llamada Roosevelt. 
Las estaciones científicas Scott (de Nueva Zelanda) y McMurdo (de Estados Unidos, la más grande de la Antártida) son las únicas ocupadas permanentemente en el área, sin incluir la Base Amundsen-Scott del polo sur, que se encuentra parcialmente dentro del territorio y depende de las operaciones logísticas basadas en Nueva Zelanda. 
En el territorio existe una pista de aterrizaje de nieve mantenida por el Programa Antártico de los EE. UU. en Campo Williams, y dependiendo de las condiciones meteorológicas y la época del año, dos pistas de hielo. Esto garantiza accesibilidad por aviones con ruedas o esquíes a lo largo del año. Italia mantiene en este territorio la base de verano Mario Zucchelli en la bahía Terra Nova. 
Nueva Zelanda tuvo una base de verano en el Dry Valley llamada Base Vanda, que operó de 1969 a 1995 y luego fue desmantelada. Greenpeace mantuvo en la isla de Ross su propia base antártica, llamada Base World Park, de 1987 a 1992. Como la base fue construida por una entidad no gubernamental, la política oficial de los países signatarios del Tratado Antártico fue no darle ningún apoyo ni asistencia.